# Mieczetlino
Mieczetlino (ros. Мечетлино) – wieś (sieło) w Rosji, w Baszkortostanie, w rejonie saławackim. W 2010 liczyła 713 mieszkańców.